# Bataille de Kosovo (1915)
Pour les articles homonymes, voir Bataille de Kosovo.
 (janvier 2022).
Si vous disposez d'ouvrages ou d'articles de référence ou si vous connaissez des sites web de qualité traitant du thème abordé ici, merci de compléter l'article en donnant les références utiles à sa vérifiabilité et en les liant à la section « Notes et références ».

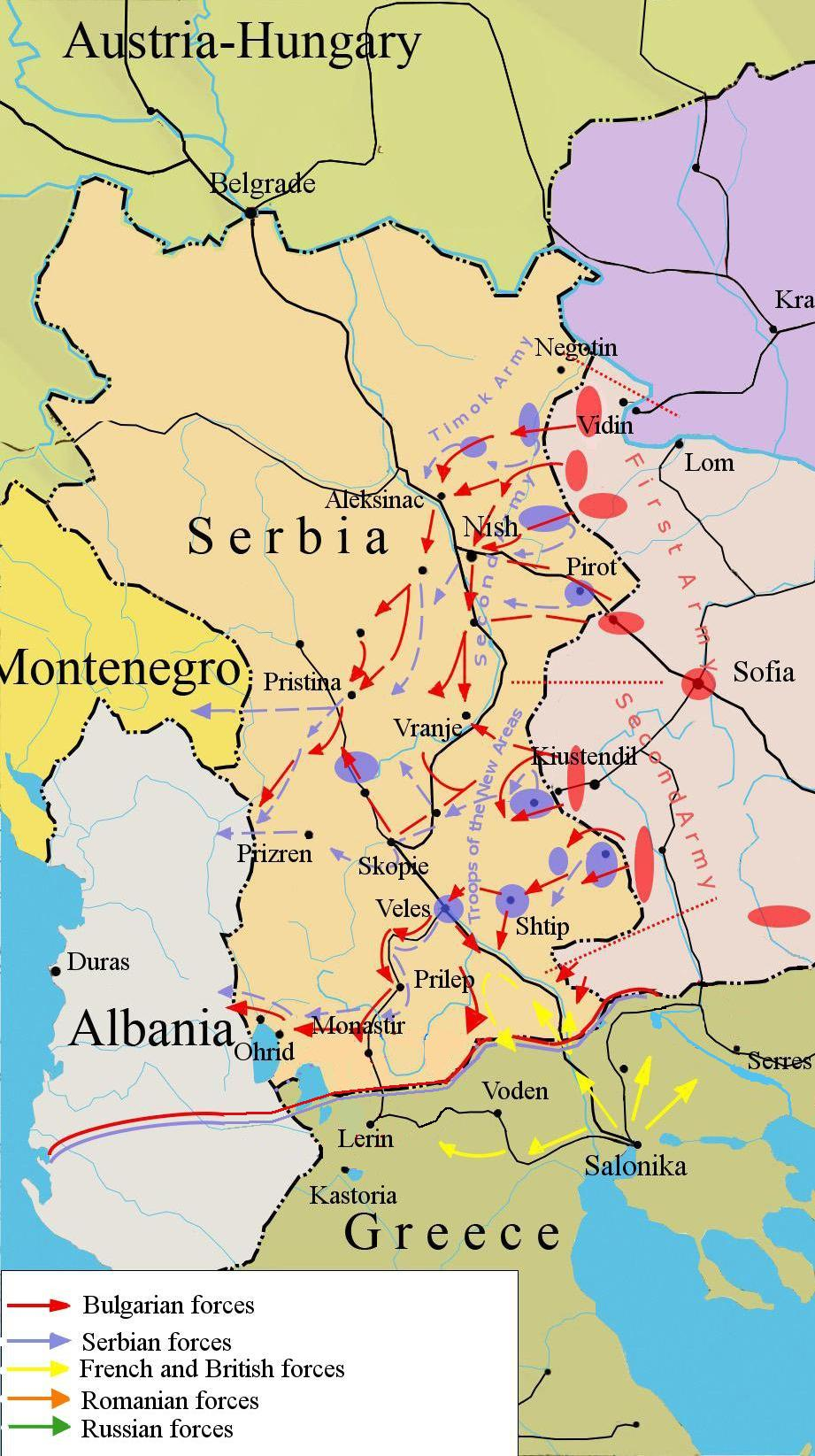
Offensive bulgare en Serbie, 1915

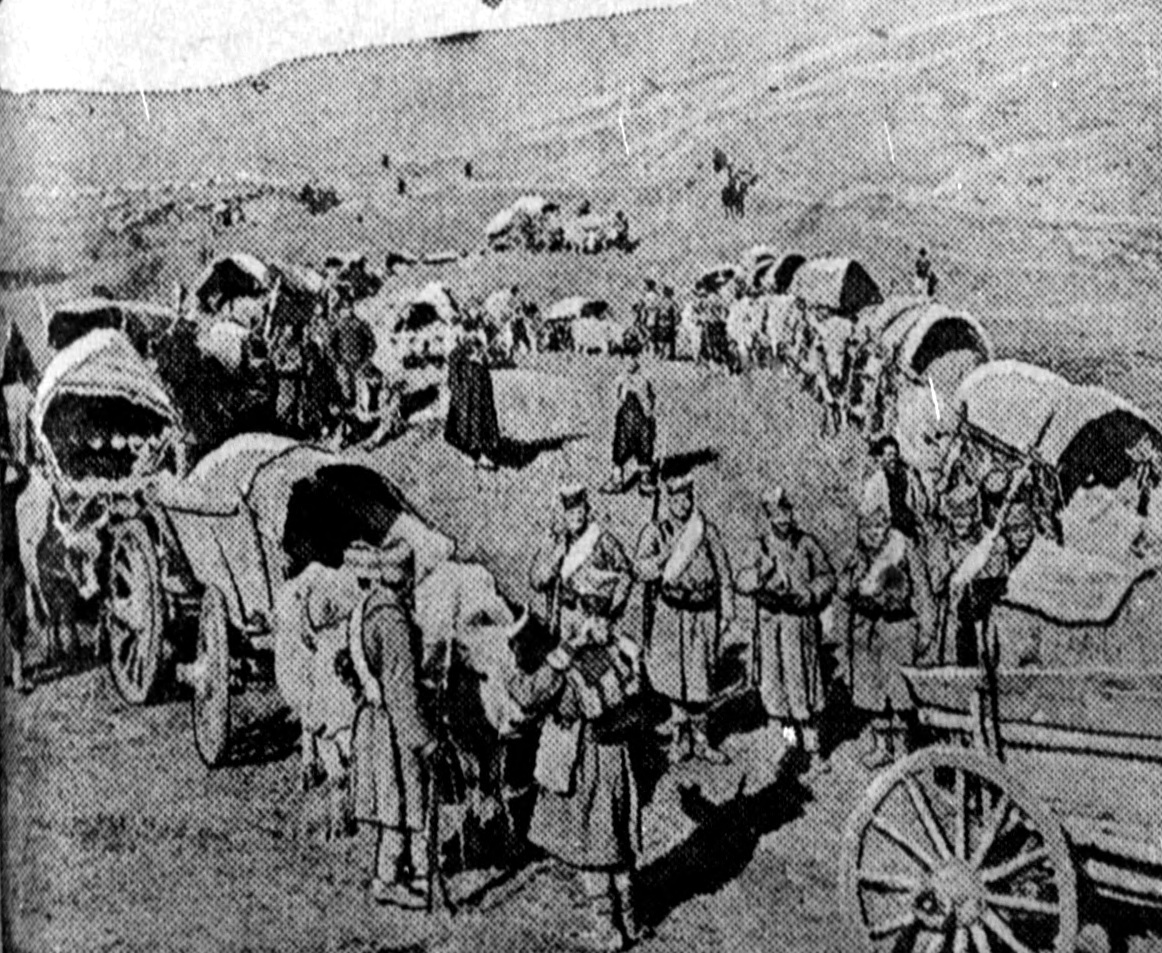
Forces bulgares en Serbie (novembre 1915)

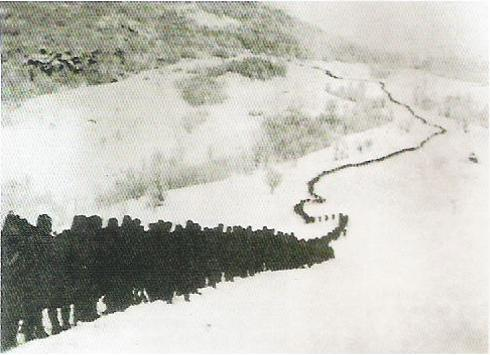
Retraite de l'armée serbe à travers les montagnes d'Albanie (décembre 1915)

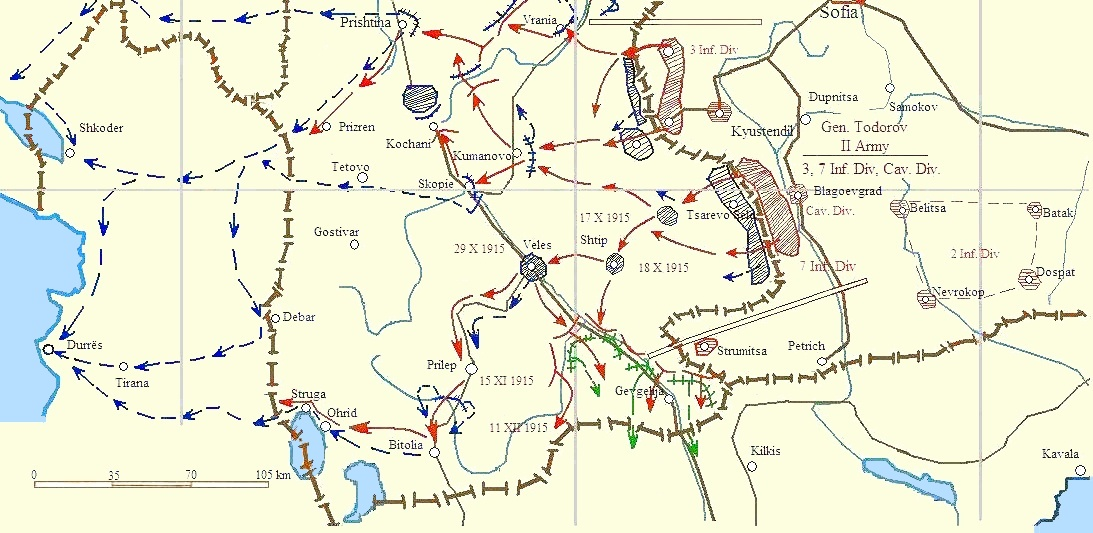
Mouvements des armées bulgares (en rouge) et serbes (en bleu).

La bataille de Kosovo de 1915 (en bulgare : Косовска настъпателна операция, en serbe : Косовска битка) est une opération militaire de la Première Guerre mondiale dans les Balkans qui se déroule entre le 10 novembre et le 4 décembre 1915 au Kosovo, partie du royaume de Serbie depuis les guerres balkaniques de 1912-1913. C'est la phase finale de la campagne de Serbie : le royaume est envahi par les forces conjointes des Empires centraux et son armée obligée de battre en retraite à travers la principauté d'Albanie pour être évacuée par mer par les flottes de l'Entente.

## Contexte
En 1914, les Austro-hongrois avaient échoué à conquérir la Serbie, au terme de deux campagnes, soldées l'une comme l'autre par des échecs cuisants ; le front austro-serbe se fige alors. L'intervention bulgare permet aux puissances centrales de renouer avec des opérations de grande ampleur dans les Balkans : le 4 octobre, un groupe d'armées germano-austro-hongrois, composées d'unités issues de l'armée impériale et royale austro-hongroise et de l'armée impériale allemande, envahit la Serbie par le nord tandis que la Bulgarie décide de l'attaquer par l'est.
Le premier ministre grec Vénizélos, favorable à l'Entente, mobilise l'armée grecque en application de l'alliance gréco-serbe et autorise un corps expéditionnaire franco-britannique à débarquer à Salonique. Mais le roi Constantin de Grèce, favorable aux puissances centrales, renvoie Venizélos le 7 octobre et proclame la neutralité grecque, empêchant l'armée d'Orient de venir au secours des Serbes.

## Opérations
La 1re armée bulgare (en), commandée par Kliment Boyadjiev, entre en Serbie le 14 octobre. Elle franchit la Morava méridionale et avance en direction de Niš et Pristina. L'armée serbe résiste pendant 2 jours à Prokuplje avant de battre en retraite, prise en tenaille entre des forces ennemies très supérieures en nombre. Elle tente une percée vers Vranje et Kumanovo, en Macédoine serbe, en espérant faire sa jonction avec les forces franco-britanniques de Salonique, mais elle est repoussée.
Les 6e et 9e divisions de la 1re armée bulgare entrent à Pristina le 24 novembre tandis que les forces allemandes (11e armée) et austro-hongroises (3e armée) avancent par le nord et que la 2e armée bulgare (en) avance au sud vers Ohrid.
La bataille se termine le 4 décembre avec la prise de Debar, à la frontière albanaise : les Serbes ont perdu 30 000 hommes, 199 canons, 150 camions et de nombreux autres équipements.

## Conséquence
Les Serbes doivent abandonner leur territoire national et entreprendre en plein hiver, dans les montagnes enneigées, une retraite à travers l'Albanie (en). Sur 250 000 soldats et civils, décimés par le froid, les maladies et les attaques des tribus albanaises, seulement 155 000 arrivent vivants sur la côte d'où ils sont embarqués pour Corfou.